# محوطه والیه
محوطه والیه مربوط به دوره ساسانیان است و در شهرستان دالاهو، بخش مرکزی، دهستان بان زرده، روستای زرده واقع شده و این اثر در تاریخ ۲۶ اسفند ۱۳۸۶ با شمارهٔ ثبت ۲۱۷۵۹ به‌عنوان یکی از آثار ملی ایران به ثبت رسیده است.